# Taras Mychawko
Taras Wasylowycz Mychawko, ukr. Тарас Васильович Михавко (ur. 30 maja 2005 we wsi Dobrohostów w obwodzie lwowskim) – ukraiński piłkarz występujący na pozycji obrońcy w klubie Dynamo Kijów.

## Kariera klubowa
Wychowanek klubu Skała Stryj i FK Lwów, barwy których bronił w juniorskich mistrzostwach Ukrainy (DJuFL). Karierę piłkarską rozpoczął 21 maja 2023 roku w podstawowej drużynie FK Lwów. Po rozwiązaniu klubu w lipcu 2023 jako wolny agent przeniósł się do Dynama Kijów. 25 lutego 2024 debiutował w podstawowej jedenastce Dynama.

## Kariera reprezentacyjna
Występował w juniorskiej i młodzieżowej reprezentacjach Ukrainy.

## Sukcesy

### Sukcesy reprezentacyjne
Ukraina U-19
- brązowy medalista Mistrzostw Europy U-19: 2024

### Sukcesy klubowe
Dynamo Kijów
- wicemistrz Ukrainy: 2023/24